# Luciano Panetti
Luciano Panetti (Porto Recanati, 13 luglio 1929 – Civitanova Marche, 26 dicembre 2016) è stato un allenatore di calcio e calciatore italiano, di ruolo portiere.
È stato fra i più importanti portieri degli anni cinquanta.

## Carriera
Cresce nello Jesi in Serie C per passare nel 1952 al Modena come riserva di Vittorio Masci in Serie B. Divenuto titolare, si afferma come uno dei miglior portiere della Serie B.

Panetti portiere della Roma nel campionato 1957-58

Approda alla Roma nel 1955-1956 e proprio in quell'anno avviene il suo esordio nella massima serie, più precisamente a Roma il 18 settembre 1955 in una gara vinta dai giallorossi per 4 a 1 contro il Vicenza. Affidato alle cure di Guido Masetti, entra subito nel cuore dei tifosi venendo soprannominato Il puma e nella stagione 1957-58 viene insignito del Premio Combi, destinato al miglior portiere della massima serie. Dopo essere stato il titolare dei capitolini per cinque stagioni, cede il posto nel 1960 a Fabio Cudicini. Nel 1961 approda al Torino dove gioca l'ultimo campionato di Serie A. Divenuto riserva di Lido Vieri, resta negli organici dei granata sino al 1964 senza essere mai impegnato. Torna in Serie C con la Lucchese dove gioca le sue ultime partite e chiude nel 1965 con il calcio.
Nonostante la forte concorrenza di numerosi portieri che si erano messi in luce nel suo periodo - Ottavio Bugatti, Lorenzo Buffon, Roberto Lovati, Giorgio Ghezzi, Giuliano Sarti e Giovanni Viola - Panetti disputa 2 gare nella Nazionale B esordendo a Budapest il 28 novembre 1959 in una gara persa contro l'Ungheria per 2 a 0.
Tenta in seguito, con minor successo, la carriera di allenatore.
Nel 2008 è stato premiato assieme ad un altro portorecanatese, Beniamino Di Giacomo, con un premio alla carriera da parte dell'Amministrazione provinciale di Macerata.

## Palmarès

### Allenatore

#### Competizioni regionali
- Prima Categoria: 1

Recanatese: 1965-1966